# IC 5193
IC 5193 — галактика типу E0 () у сузір'ї Ящірка.
Цей об'єкт міститься в оригінальній редакції індексного каталогу.